# Агент Коди Банкс 2: Дестинация Лондон
„Агент Коди Банкс 2: Дестинация Лондон“ (на английски: Agent Cody Banks 2: Destination London) е американска екшън комедия от 2004 г. на режисьора Кевин Алън, по сценарий на Дон Раймър, той е продължение на „Агент Коди Банкс“ през 2003 г. и участват Франки Мюниц, Антъни Андерсън, Хана Спирит, Синтия Стивънсън, Даниъл Роубък и Кийт Дейвид. Премиерата на филма е в САЩ на 12 март 2004 г. и печели 28 млн. долара в световен мащаб срещу бюджет от 26 млн. долара.

## Актьорски състав
- Франки Мюниц – Коуди Банкс
- Антъни Андерсън – Дерек Боуман, новият партньор на Коуди
- Хана Спирит – Емили Сомърс
- Кийт Алън – Виктор Диаз
- Синтия Стивънсън – госпожа Банкс
- Даниел Роубък – господин Банкс
- Ана Шанслър – Лейди Джоузефин Кенсуърт
- Джеймс Фолкнър – Лорд Джоузефин Кенсуърт
- Дейвид Кели – Трайвъл Дженкинс
- Сантияго Сегура – доктор Сантияго
- Конър Уиндоус – Алекс Банкс, брат на Коуди
- Кийт Дейвид – директорът на ЦРУ
- Пол Кей – Невил
- Марк Уилямс – инспектор Кресънт

## Домашна употреба
Филмът е издаден на VHS и DVD на 13 юли 2004 г., а Blu-ray изданието е пуснат на 24 май 2016 г.

## В България
В България филмът е издаден на VHS на 8 февруари 2005 г. от „Мей Стар Филм“.
През 2014 г. първоначално е излъчен по БНТ 1 с първи български войсоувър дублаж и екипът се състои от:
| Обработка           | Продуцентски център „Външна телевизионна продукция“                                           |
| ------------------- | --------------------------------------------------------------------------------------------- |
| Преводач            | Цветелина Николова                                                                            |
| Редактор            | Пепа Попова                                                                                   |
| Тонрежисьор         | Елеонора Карагьозова                                                                          |
| Режисьор на дублажа | Людмила Кръстева-Маврикова                                                                    |
| Озвучаващи артисти  | Лидия Вълкова Десислава Знаменова Любомир Младенов Симеон Владов Мартин Герасков Виктор Танев |

На 11 ноември 2017 г. се излъчва и по Нова телевизия с втори войсоувър дублаж. Екипът се състои от:
| Озвучаващи артисти  | Ани Василева Христина Ибришимова Силви Стоицов Николай Николов Симеон Владов Христо Узунов |
| Преводач            | Бисер Пачев                                                                                |
| Тонрежисьор         | Цветомир Цветков                                                                           |
| Режисьор на дублажа | Димитър Кръстев                                                                            |